# Liste der Baudenkmäler in Pfreimd

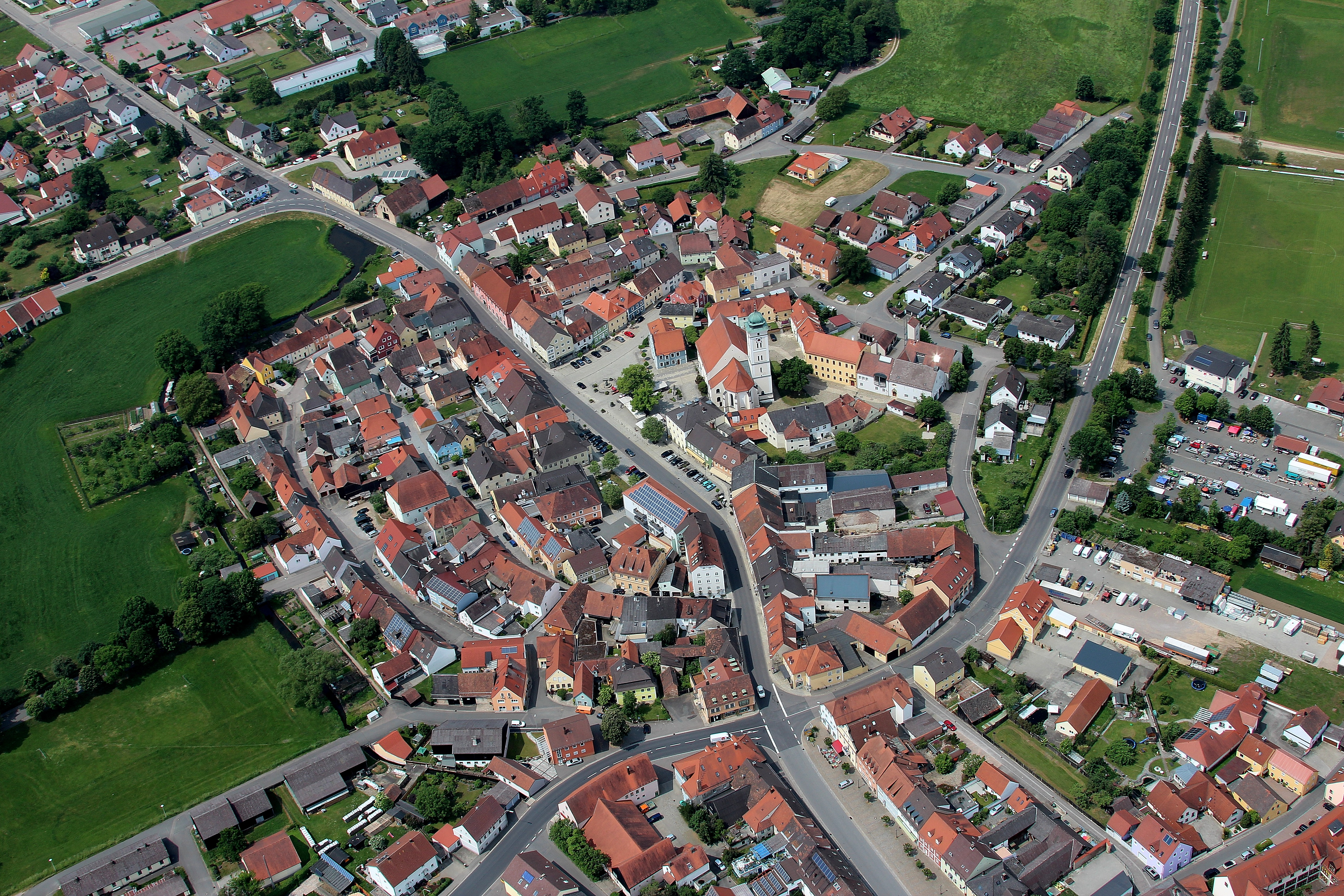
Blick auf Pfreimd, Stadtmitte 2016

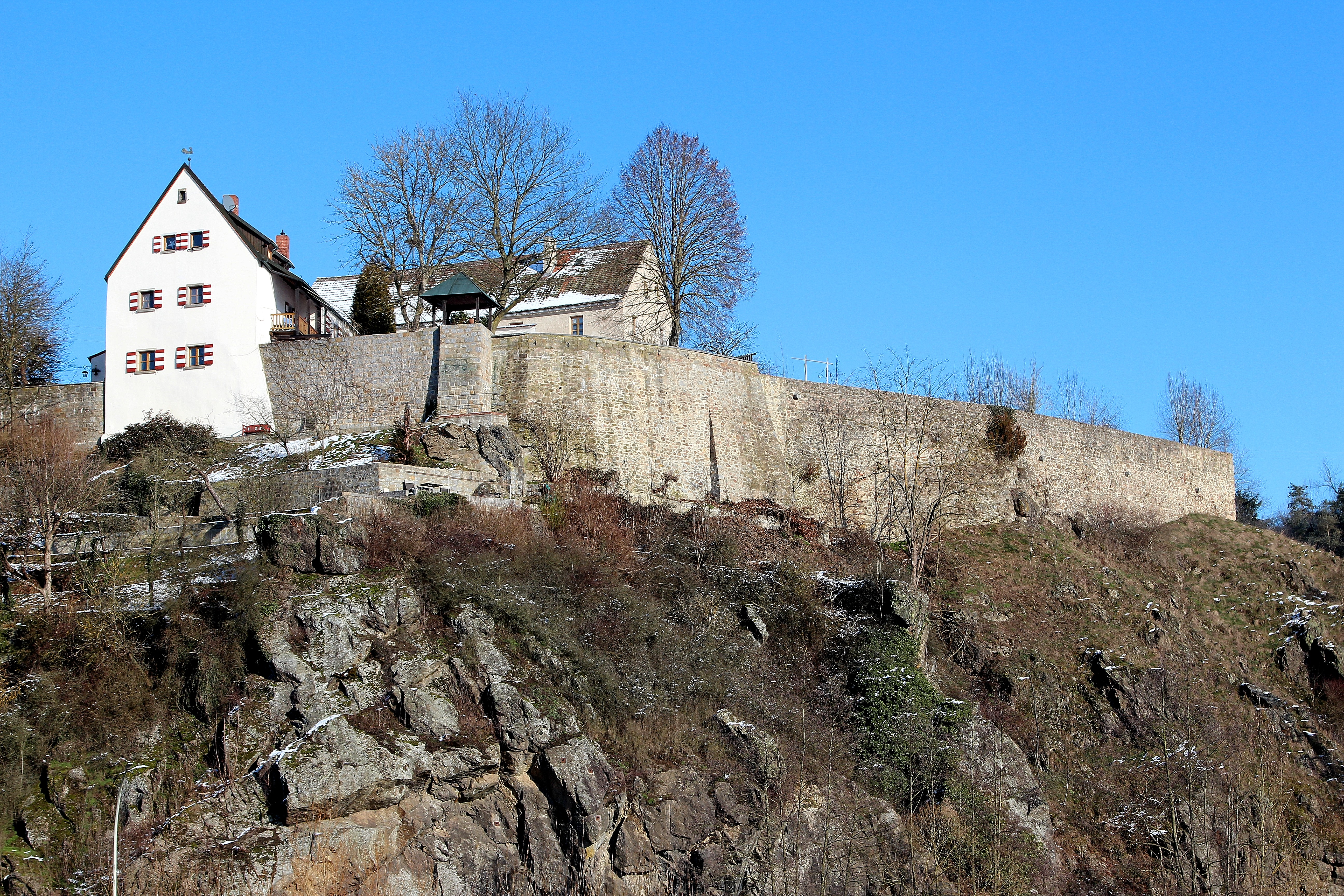
Burg Stein an der Pfreimd

Auf dieser Seite sind die Baudenkmäler in der Oberpfälzer Stadt Pfreimd zusammengestellt. Diese Tabelle ist eine Teilliste der Liste der Baudenkmäler in Bayern. Grundlage ist die Bayerische Denkmalliste, die auf Basis des Bayerischen Denkmalschutzgesetzes vom 1. Oktober 1973 erstmals erstellt wurde und seither durch das Bayerische Landesamt für Denkmalpflege geführt wird. Die folgenden Angaben ersetzen nicht die rechtsverbindliche Auskunft der Denkmalschutzbehörde.

## Ensembles

### Ensemble Altstadt und Freyung Pfreimd
Das Ensemble umfasst die spätmittelalterliche Stadt mit der vorstädtischen Erweiterung der Freyung. Im flachen Mündungsdreieck des Pfreimd-Flusses in die Naab gelegen, bedurfte die Siedlung schon früh einer schützenden Umfriedung. So war Pfreimd möglicherweise schon im 10. Jahrhundert ein befestigter Grenzpunkt, urkundlich zuerst 1188 genannt. Der Mangel einer Geländeerhebung für eine Bergfestung wurde durch die Anlage zweier künstlicher Pfreimd-Seitenarme ausgeglichen, so dass der Ort inselartig von Wasser umgeben war und das Vorfeld überflutet werden konnte, wovon heute noch der Name „Stadtweiher“ für die Felder südlich der Altstadt zeugt.
1366 ließ Landgraf Ulrich II. Pfreimd mit Mauern und Türmen umgeben, nachdem um 1322 die Landgrafen von Leuchtenberg ihre Residenz hierher verlegt hatten. Nach Zerstörungen in den Hussitenkriegen und durch einen Brand um 1481 erhielt Pfreimd 1497 die Stadtrechte. Von der Stadtmauer ist bis auf geringe Rest nichts erhalten, auch der mächtige Stadtturm zwischen Altstadt und Freyung wurde 1854 wegen Baufälligkeit abgetragen. Der Stadtbrand vom 7. Juli 1800 zerstörte insgesamt 136 Anwesen.

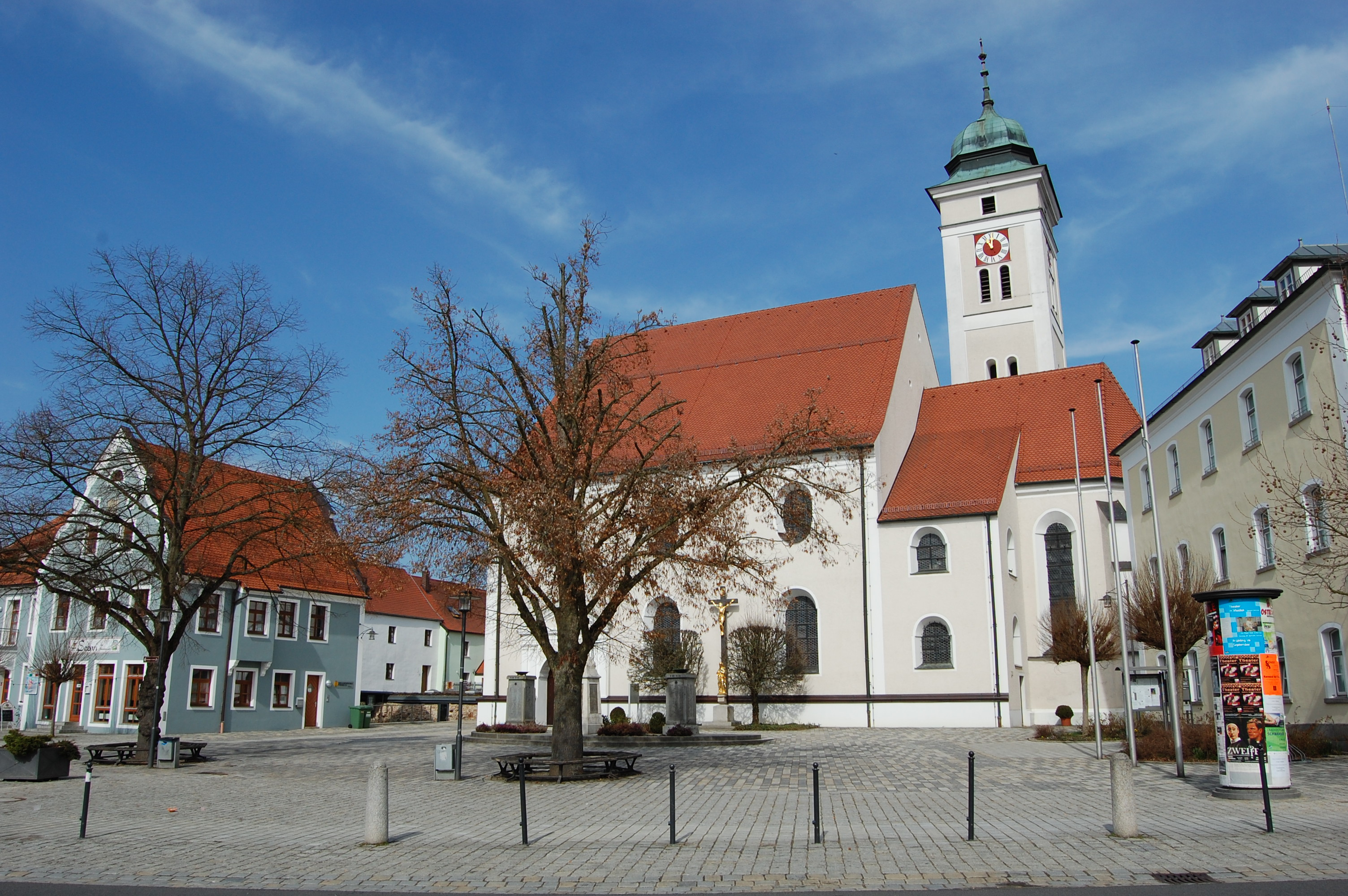
Marktplatz im Jahr 2010

Die Grundstruktur der Stadt ist jedoch bis heute erhalten geblieben und verweist auf eine klare Stadtgestaltung des 14. und 15. Jahrhunderts; ein an den Ecken leicht gerundetes Rechteck, fast ein Quadrat, mit flaschenhalsartiger Verlängerung der Freyung bis zum Pfreimd-Flussübergang wird durch eine Hauptverkehrsstraße in ganzer Länge mittelaxial geteilt. Die Nordhälfte wurde in drei Drittel untergliedert und deren mittleres Drittel für die Kernzelle des Schlosshofes reserviert. Da dieser mit seiner Bebauung nicht unmittelbar an die Hauptstraßenachse heranreichte, sondern sich mehr an die nördliche Stadtmauer zurückgezogen hatte, wurde eine Fläche für den Stadtplatz frei. Die Nahtstelle zwischen Schlosshof und Marktplatz wird dominierend von der Pfarrkirche, zugleich Schlosskirche, ausgeprägt. Die Südhälfte der Altstadt mit bürgerlichen, handwerklichen oder ackerbürgerlichen Bauten vorwiegend des 16.–19. Jahrhunderts wurde mit zwei der Hauptstraße parallelen Längsstraßen erschlossen, die mit dieser durch Quergassen im Leitersprossensystem verbunden sind.
Die Stadterweiterung in der Straßenzeile der Freyung mit beidseits trauf- und giebelständigen zweigeschossigen Häusern vorwiegend des 16.–18. Jahrhunderts wird vor dem Brückenübergang über die Pfreimd mit zwei Kopfbauten abgeschlossen: nordseits das 1593 gegründete Franziskanerkloster mit der 1594 geweihten Kirche und dem großen Obstgarten, südseits das ehemalige Bürgerspital und die Bauten des Hammerhofes.
Aktennummer: E-3-76-153-1

## Stadtbefestigung
| Lage                            | Objekt                                                                                               | Beschreibung | Akten-Nr.     | Bild                                                                                                 |
| ------------------------------- | --- | --- | ------------- | --- |
| Judengasse 8 (Standort)         | Ehemaliger Wehrturm, sogenannter Judenturm, heute Wohnhaus                                           | Teil der mittelalterlichen Stadtbefestigung, zweigeschossiger und verputzter Walmdachbau, im Kern 15. Jahrhundert. | D-3-76-153-17 | Ehemaliger Wehrturm, sogenannter Judenturm, heute Wohnhaus                                           |
| Schlachthausgasse 17 (Standort) | Sogenannter Turmmaurerturm, ehemaliger Wehrturm der mittelalterlichen Stadtbefestigung, heute Museum | Zweigeschossiger und verputzter Rundbau mit Kegeldach, im Kern 14. Jahrhundert, 1998/99 als Wohnhaus ausgebaut.    | D-3-76-153-34 | Sogenannter Turmmaurerturm, ehemaliger Wehrturm der mittelalterlichen Stadtbefestigung, heute Museum |

## Baudenkmäler nach Ortsteilen

### Pfreimd
| Lage                                      | Objekt                                                                    | Beschreibung | Akten-Nr.      | Bild                                                                |
| ----------------------------------------- | ------------------------------------------------------------------------- | --- | -------------- | ------------------------------------------------------------------- |
| Alte Schulgasse 6 (Standort)              | Wohnhaus                                                                  | Zweigeschossiger und verputzter Satteldachbau mit einseitigem Walm, 16./17. Jahrhundert. | D-3-76-153-1   | Wohnhaus                                                            |
| Am Wall 8 (Standort)                      | Ehemaliger Gasthof Zum Platzl                                             | Zweigeschossiger und verputzter Satteldachbau mit korbbogigem Durchfahrtsportal, Balkendecke im Inneren bezeichnet mit 1783. | D-3-76-153-2   | Ehemaliger Gasthof Zum Platzl                                       |
| Am Wall 25 (Standort)                     | Portal                                                                    | Rundbogiges Sandsteingewände mit Stadtwappen, Anfang 17. Jahrhundert; vom ehemaligen Stadtschreiberhaus in der Schlachthausgasse 1 hierher versetzt. | D-3-76-153-36  | BW                                                                  |
| Brauhausgasse 25 (Standort)               | Wohnhaus, sogenanntes Botengörglhaus                                      | Zweigeschossiger und verputzter Satteldachbau mit einseitigem Walm, um 1684. | D-3-76-153-4   | Wohnhaus, sogenanntes Botengörglhaus                                |
| Bürgermeister-Reichl-Straße 4 (Standort)  | Wohnhaus                                                                  | Zweigeschossiger und verputzter Halbwalmdachbau, 17. Jahrhundert. | D-3-76-153-5   | Wohnhaus                                                            |
| Freyung 2 (Standort)                      | Ehemaliger Gasthof Zum Schwan                                             | Stattliches zweigeschossiges Eckgebäude mit Walmdach und Putzbänderung, im Kern 16. Jahrhundert, im 18. und 20. Jahrhundert teilweise verändert, mit Ausstattung; Hausfigur heiliger Florian, Mitte 19. Jahrhundert. | D-3-76-153-6   | Ehemaliger Gasthof Zum Schwan                                       |
| Freyung 3 (Standort)                      | Wohn- und Geschäftshaus                                                   | Zweigeschossiger verputzter Satteldachbau mit Schweifgiebel und Gesimsgliederung, zweite Hälfte 17. Jahrhundert. | D-3-76-153-7   | Wohn- und Geschäftshaus                                             |
| Freyung 4 (Standort)                      | Sogenanntes Stefflchristoph-Haus                                          | Traufseitbau, im Kern 17. Jahrhundert, mit Bohlen-Balkendecke im Erdgeschoss | D-3-76-153-58  | Sogenanntes Stefflchristoph-Haus                                    |
| Freyung 11 (Standort)                     | Wohnhaus                                                                  | Zweigeschossiger Traufseitbau mit Putzgliederung, zweite Hälfte 17. Jahrhundert. | D-3-76-153-8   | Wohnhaus                                                            |
| Freyung 19 (Standort)                     | Ehemaliges Stadtrichteramt, später Pfarrhof                               | Stattliches zweigeschossiges Eckhaus mit Walmdach, Rundbogenportalen und Stuckgliederung, im Kern 16. Jahrhundert, mit Ausstattung; Straßenmauer, verputztes Mauerwerk mit korbbogigen Durchfahrtstoren und Flachbogenfenstern. | D-3-76-153-9   | weitere Bilder                                                      |
| Freyung 27 (Standort)                     | Kapelle mit Lourdesgrotte                                                 | Kleiner Satteldachbau mit eingezogener Apsis und Lisenengliederung, 1899/1900; am Ende der Pfarrmauer vor dem ehemaligen Franziskanerkloster. | D-3-76-153-10  | weitere Bilder                                                      |
| Freyung 29, 31, 33, 35 (Standort)         | Kirche und ehemaliges Kloster der Franziskaner                            | Vierflügelanlage. Kirche St. Johannes Baptist, Hallenkirche, Langhaus mit Stichkappentonne und eingezogenem Polygonchor mit Strebepfeilern, an der südlichen Langhausseite dreiseitig geschlossene Antoniuskapelle, Nordturm mit Gesimsgliederung und Zwiebelhaube, 1593/94, südliches Renaissanceportal aus Sandstein bezeichnet mit 1593, westlicher Anbau des Oratoriumschors um 1900; mit Ausstattung; ehemaliges Klostergebäude, Dreiflügelanlage, zweigeschossige Satteldachbauten mit Kreuzgang, um 1600, Umbau und Erweiterung 1728; nach Westen vorgelagerter ehemaliger Ökonomiehof: Dreiflügelanlage; Wohnflügel, zweigeschossiger und verputzter Walmdachbau, 17. Jahrhundert; ehemaliges Brauereigebäude, jetzt Kindergarten, zweigeschossiger Walmdachbau; ehemaliges Ökonomiegebäude mit Ölbergkapelle, erdgeschossige und verputzte Walmdachbauten mit rundbogigem Durchfahrtstor, am östlichen Ende Ölbergkapelle mit flachbogiger Gewändeöffnung; um 1797; im ehemaligen Klostergarten Gewächshaus, langgestreckter Frackdachbau, massiv und Eisenkonstruktion, um 1884, sowie Bienenhaus, hölzerner Satteldachbau, um/vor 1900. | D-3-76-153-11  | weitere Bilder                                                      |
| Freyung 38 (Standort)                     | Ehemaliges Bürgerspital, seit 1963 Wohn- und Geschäftshaus                | Zweigeschossiger und verputzter Walmdachbau auf hakenförmigem Grundriss, westlich mit rundbogigem Durchfahrtstor, im Kern 16. Jahrhundert, Wiederaufbau nach Brand 1754/55, Wappenstein mit Inschrift bezeichnet mit 1760. | D-3-76-153-12  | weitere Bilder                                                      |
| Nähe Friedhofweg; Bruckmühle 1 (Standort) | Katholische Friedhofkirche St. Sigmund                                    | Dreiseitig geschlossener Satteldachbau mit schmalen Rundbogenfenstern, eingezogener Westturm mit achtseitigem Obergeschoss, Zwiebelhelm und über Freipfeilern geöffnetem Erdgeschoss, um 1616, mit Ausstattung; Friedhofsumfassung, verputztes Mauerwerk mit flachbogigen Nischen und eingemauertem Weihwasserbecken; Grabepitaphien, 16.–18. Jahrhundert. | D-3-76-153-13  | BW                                                                  |
| Hammerhof 2 (Standort)                    | Wohnhaus, Teil des ehemaligen Hammerguts                                  | 1850–1963 zum Bürgerspital gehörig, zweigeschossiger und verputzter Satteldachbau, Türsturz bezeichnet mit 1787. | D-3-76-153-16  | BW                                                                  |
| Im Pfarrweiher (Standort)                 | Bildstock, sogenanntes Hahnenkreuz                                        | Granitstele mit vierseitigem Bildnischenaufsatz und Eisenkreuz mit Hahn, Schwamm und Lanze, 19. Jahrhundert; östlich der Nabburger Straße, am südlichen Ortsausgang. | D-3-76-153-40  | BW                                                                  |
| Judengasse 16 (Standort)                  | Ehemaliges Burggütl mit Stallgebäude                                      | Zweigeschossiger und teils verputzter Satteldachbau aus Bruchsteinmauerwerk, über hakenförmigem Grundriss, mit rundbogiger Arkadenöffnung, nach Süden firstgedrehter Satteldachanbau, im Kern 16. Jahrhundert; an der Südwestecke der ehemaligen Stadtbefestigung. | D-3-76-153-18  | Ehemaliges Burggütl mit Stallgebäude                                |
| Nähe Kalvarienberg (Standort)             | Kalvarienberg                                                             | Kapelle, lang gestreckter Walmdachbau mit halbrundem Abschluss und Vorhalle, um 1740; mit Ausstattung; Kreuzweg, dreizehn Stationen, Sandsteinstele mit Bildnischenaufsatz und Kreuzbekrönung, 1854/55. | D-3-76-153-38  | BW                                                                  |
| Landgrafenstraße 9 (Standort)             | Ehemaliger Gasthof, Wohn- und Geschäftshaus                               | zweigeschossiger traufständiger Massivbau in Ecklage, Satteldach westlich mit Halbwalm, im Kern wohl spätmittelalterlich, Wiederaufbau nach Stadtbrand 1801 (dendrochronologisch datiert), mit rückwärtig angegliedertem Anbau, gleichzeitig, 1908 (dendrochronologisch datiert) zum zweigeschossigen Satteldachbau aufgestockt und verändert, mit verschaltem Laubengang zum Innenhof | D-3-76-153-75  | BW                                                                  |
| Leuchtenberger Straße 10 (Standort)       | Ehemaliges Ackerbürgerhaus, dann Wohn- und Geschäftshaus                  | Zweigeschossiger Walmdachbau, im Kern Mitte 17. Jahrhundert, verändert 1893, erweitert 1930. | D-3-76-153-20  | BW                                                                  |
| Marienplatz 4 (Standort)                  | Katholische Stadtpfarrkirche Mariä Himmelfahrt                            | Wandpfeilerkirche mit Stichkappentonne, eingezogener Polygonalchor mit Strebepfeilern und Chorflankenturm mit welscher Haube, von Johann Schmuzer aus Wessobrunn, 1681–88, Chor im Kern gotisch, Turmhaube 1809, Restaurierung 1910; mit reicher Ausstattung. | D-3-76-153-21  | weitere Bilder                                                      |
| Marienplatz 4 (Standort)                  | Kriegerdenkmal für die Gefallenen des Ersten und Zweiten Weltkrieges      | Postament mit Inschriftentafeln und bekrönender Kriegerfigur, beidseitig erweitert durch beschriftete Postamente, Stein, nach 1945; auf dem Marktplatz südlich der Stadtpfarrkirche. | D-3-76-153-104 | BW                                                                  |
| Marktplatz 7 (Standort)                   | Altes Gasthaus                                                            | Zweigeschossiger und verputzter Eckbau mit Walmdach, profiliertem Traufgesims und korbbogigem Einfahrtsportal, im Kern 16./17. Jahrhundert. | D-3-76-153-22  | BW                                                                  |
| Marktplatz 9 (Standort)                   | Ehemaliges Gasthaus Nast                                                  | Zweigeschossiger und verputzter Eckbau mit Walmdach, profiliertem Traufgesims und Standerker, im Kern 17. Jahrhundert, nach 1910 verändert. | D-3-76-153-23  | BW                                                                  |
| Marktplatz 11 (Standort)                  | Wohn- und Geschäftshaus                                                   | Dreigeschossiger und verputzter Halbwalmdachbau in giebelständiger Ecklage, im Kern spätmittelalterlich, Neubau nach Brand 1800 (dendrochronologisch datiert); durch vier Schwibbogen mit Haus Nr. 13 verbunden. | D-3-76-153-24  | BW                                                                  |
| Marktplatz 13 (Standort)                  | Wohn- und Geschäftshaus                                                   | Zweigeschossiger, traufseitiger Halbwalmdachbau, rückseitig mit Stützkeilen, 17./18. Jahrhundert; durch vier Schwibbogen mit Haus Nr. 11 verbunden. | D-3-76-153-25  | BW                                                                  |
| Marktplatz 23 (Standort)                  | Wohnhaus                                                                  | Zweigeschossiges und verputztes Eckhaus mit steilem Walmdach, Rundbogentor mit Natursteingewände, 15./16. Jahrhundert. | D-3-76-153-26  | BW                                                                  |
| Marktplatz 25 (Standort)                  | Wohnhaus                                                                  | Zweigeschossiger Walmdachbau mit flachbogiger Eingangstür, Aufzuggiebel und Putzgliederung, im Kern 15./16. Jahrhundert. | D-3-76-153-27  | BW                                                                  |
| Naabweg (Standort)                        | Steinsäule                                                                | Stele mit Laterne, beidseitig mit reliefierten Kreuzen, Granit, Anfang 17. Jahrhundert; an der Straße nach Untersteinbach, bei der Abzweigung Naabweg. | D-3-76-153-39  | BW                                                                  |
| Rosengasse 1 (Standort)                   | Wohnhaus                                                                  | zweigeschossiger traufständiger Satteldachbau mit Hohlkehle, im Kern 17./18. Jh., Wiederaufbau 1802 (dendro.dat.) unter Einbeziehung des Vorgängerbaus, wohl unter Einbindung von Teilen der ehemaligen Stadtbefestigung | D-3-76-153-64  | BW                                                                  |
| Rosengasse 4 (Standort)                   | Wohnhaus                                                                  | Zweigeschossiger Eckbau mit Halbwalmdach und Eckerker, neubarocke Fassadengestaltung mit Gesimsgliederung, Fensterfaschen und Putzbänderung, bezeichnet mit 1912. | D-3-76-153-28  | BW                                                                  |
| Rosengasse 7 (Standort)                   | Wohnhaus                                                                  | Zweigeschossiger Walmdachbau mit einseitigem Schopf und rundbogiger Aufzugsluke, Fenster mit Putzrahmung, 16./17. Jahrhundert. | D-3-76-153-29  | Wohnhaus                                                            |
| Rosengasse 19 (Standort)                  | Wohnhaus, sogenanntes Pappenbergerhaus bzw. sogenannte Alte Kanzlei       | Stattliches zweigeschossiges Eckhaus mit Halbwalmdach, im Inneren mit Kreuzgratgewölbe, erste Hälfte 16. Jahrhundert. | D-3-76-153-30  | Wohnhaus, sogenanntes Pappenbergerhaus bzw. sogenannte Alte Kanzlei |
| Schlachthausgasse 13 (Standort)           | Wohnhaus                                                                  | Zweigeschossiges und verputztes Eckhaus mit Walmdach, bezeichnet mit 1632. | D-3-76-153-32  | BW                                                                  |
| Schlachthausgasse 14 (Standort)           | Ehemalige Schmiede                                                        | Satteldachbau, im Kern 17. Jahrhundert. | D-3-76-153-33  | BW                                                                  |
| Schloßhof 1 (Standort)                    | Keller und Fundamentzüge des ehemaligen leuchtenbergischen Schlosses      | 15. Jahrhundert. | D-3-76-153-112 | BW                                                                  |
| Schloßhof 11, 13 (Standort)               | Ehemaliger Ballsaalbau des Schlosses, dann Rathaus, heute Stadtbibliothek | Dreigeschossiger Walmdachbau mit einseitigem Schopf, 1580 erbaut, im 19. Jahrhundert aufgestockt und umgebaut, zwei Renaissanceportale mit den Wappen Leuchtenberg und Baden, südöstliches bezeichnet mit 1590, Südportal um 1590. | D-3-76-153-35  | weitere Bilder                                                      |
| Nähe Steinerner Steig (Standort)          | Bildstock                                                                 | Verputzte Stele mit Satteldachbekrönung, Gurtgesims und Bildnische mit eingezogenem Rundbogen, 18. Jahrhundert. | D-3-76-153-102 | BW                                                                  |
| Tännesberger Straße 4 (Standort)          | Katholische Kapelle heiliger Johannes von Nepomuk                         | Dreiseitig geschlossener Satteldachbau mit Dachreiter, Flachbogenportal mit Pilasterrahmung, bezeichnet mit 1719; Figur heiliger Johannes Nepomuk, in giebelseitiger Rundbogennische, gefasstes Holz; mit Ausstattung. | D-3-76-153-37  | BW                                                                  |
| Wernberger Straße (Standort)              | Bildstock, sogenanntes Antonius-Marterl                                   | Verputzte Stele mit Bildnischenaufsatz und Satteldach, 17./18. Jahrhundert. | D-3-76-153-113 | BW                                                                  |

### Döllnitz
| Lage                   | Objekt      | Beschreibung                                                                       | Akten-Nr.     | Bild |
| ---------------------- | ----------- | ---------------------------------------------------------------------------------- | ------------- | ---- |
| Fichtenzell (Standort) | Feldkapelle | Verputzter Satteldachbau, bezeichnet mit 1746, mit Glocke aus dem 15. Jahrhundert. | D-3-76-153-41 | BW   |

### Eixlberg
| Lage                  | Objekt                                                            | Beschreibung | Akten-Nr.     | Bild                                                              |
| --------------------- | ----------------------------------------------------------------- | --- | ------------- | ----------------------------------------------------------------- |
| Eixlberg 1 (Standort) | Katholische Wallfahrtskirche St. Barbara                          | Wandpfeilerkirche mit eingezogenem Polygonalchor und Satteldach, Chorflankenturm mit Zwiebelhaube, Putzgliederung, bezeichnet mit 1700; mit Ausstattung.                         | D-3-76-153-42 | weitere Bilder                                                    |
| Eixlberg 2 (Standort) | Katholische Kapelle Unserer Lieben Frau, sogenannte Loretokapelle | Rechteckiger Satteldachbau mit Tonnengewölbe, an der Südseite architraviertes Portal mit Dreiecksgiebel, Fassadengliederung mit Lisenen und Gurtgesimsen, 1671; mit Ausstattung. | D-3-76-153-43 | Katholische Kapelle Unserer Lieben Frau, sogenannte Loretokapelle |

### Fuchsendorf
| Lage                      | Objekt                 | Beschreibung | Akten-Nr.      | Bild           |
| ------------------------- | ---------------------- | --- | -------------- | -------------- |
| Fuchsendorf 1 (Standort)  | Bildstock              | Stele mit Bildnischenaufsatz, Granit, bezeichnet mit 1808; an der Ortsdurchfahrtsstraße bei Haus Nr. 1. | D-3-76-153-105 | BW             |
| Fuchsendorf 1 (Standort)  | Ehemaliger Dreiseithof | Wohnstallhaus, eingeschossiger verputzter Satteldachbau, Fenster teils mit Sandsteingewänden, Türsturz bezeichnet mit 1868; Stadel, verbretterter Satteldachbau in Holzständerweise, bezeichnet mit 1869; Backofen, kleiner Satteldachbau aus Bruchsteinmauerwerk, um 1870. | D-3-76-153-45  | weitere Bilder |
| In Fuchsendorf (Standort) | Ortskapelle            | Verputzter Satteldachbau und Giebelreiter mit Pyramidendach, 1910; Bildstock, Stele mit Bildnischenaufsatz und bekrönendem Eisenkruzifix, Sandstein, 19. Jahrhundert; bei der Ortskapelle.                                                                                  | D-3-76-153-44  | Ortskapelle    |

### Hohentreswitz
| Lage                         | Objekt                                          | Beschreibung | Akten-Nr.      | Bild           |
| ---------------------------- | ----------------------------------------------- | --- | -------------- | -------------- |
| Hohentreswitz 102 (Standort) | Katholische Expositurkirche St. Bartholomäus    | Verputzter Schopfwalmdachbau mit eingezogenem Polygonchor, Südturm mit Pyramidendach, im Kern 18. Jahrhundert, 1912 erweitert; mit Ausstattung; Friedhofskapelle, verputzter Satteldachbau; Hofmauer, verputztes Mauerwerk mit flachbogigem Durchgangsportal; 18./19. Jahrhundert; Kriegerdenkmal für die Gefallenen des Ersten und Zweiten Weltkrieges, Kalksteinpostament mit Inschriftentafeln und bekrönender Reliefdarstellung, flankiert von zwei in die Kirchenwand eingelassenen Inschriftentafeln mit Granitrahmung, nach 1945; an der westlichen Giebelwand. | D-3-76-153-46  | weitere Bilder |
| Hohentreswitz 106 (Standort) | Ehemaliges Hofmarkschloss, jetzt Gastwirtschaft | Stattlicher zweigeschossiger Walmdachbau mit Ecklisenen und geohrten Fensterfaschen, im Kern 17. Jahrhundert, Barockportal an der Ostseite 18. Jahrhundert; ehemaliges Stallgebäude, lang gestreckter, eingeschossiger Satteldachbau, 17./18. Jahrhundert. | D-3-76-153-47  | weitere Bilder |
| Hohentreswitz 111 (Standort) | Pfarrhaus                                       | zweigeschossiger repräsentativer Walmdachbau mit flachem Risalit und Ecklisenen, um 1890 | D-3-76-153-116 | BW             |
| Schloßzeil (Standort)        | Feldkapelle                                     | Rechteckiger und verputzter Satteldachbau, bezeichnet mit 1838; am östlichen Ortsausgang, an der Straße nach Pamsendorf. | D-3-76-153-106 | BW             |
| Nähe Totenweg (Standort)     | Bildstock                                       | Granitstele mit Aufsatz und Gusseisenkruzifix, 19. Jahrhundert; flankiert von zwei älteren Steinkreuzen, das westliche mit Pflugschar, Granit, wohl mittelalterlich, an der Straße nach Pamsendorf. | D-3-76-153-48  | Bildstock      |

### Iffelsdorf
| Lage                    | Objekt      | Beschreibung | Akten-Nr.     | Bild        |
| ----------------------- | ----------- | --- | ------------- | ----------- |
| Kapellenfeld (Standort) | Feldkapelle | Satteldachbau mit Stichkappentonne und flachbogigem Eingangsportal, Weihwasserbecken bezeichnet mit 1826; mit Ausstattung; nordwestlich der Straße nach Untersteinbach. | D-3-76-153-59 | Feldkapelle |

### Oberpfreimd
| Lage                      | Objekt                        | Beschreibung | Akten-Nr.      | Bild           |
| ------------------------- | ----------------------------- | --- | -------------- | -------------- |
| Oberpfreimd 12 (Standort) | Katholische Kirche St. Martin | Verputzter Satteldachbau mit dreiseitig geschlossenem Chor, Westturm mit Pyramidendach, letztes Drittel 18. Jahrhundert; mit Ausstattung; Kreuzigungsgruppe, Holzkruzifix mit Beifigur und Überdachung, farbig gefasst; an der südlichen Langhausseite; Kirchhofbefestigung, Quadersteinmauerwerk, Granit; 18./19. Jahrhundert. | D-3-76-153-49  | weitere Bilder |
| St 2157 (Standort)        | Bildstock                     | Rechteckiger Schaft mit Kruzifix, 19. Jahrhundert, am Ortseingang an der St 2157. | D-3-76-153-101 | BW             |

### Pamsendorf
| Lage                     | Objekt                          | Beschreibung | Akten-Nr.     | Bild           |
| ------------------------ | ------------------------------- | --- | ------------- | -------------- |
| Pamsendorf 14 (Standort) | Katholische Kirche St. Wolfgang | Satteldachbau mit eingezogenem Polygonchor, einfacher Putzgliederung, Dachreiter mit Spitzhelm, 17./18. Jahrhundert; mit Ausstattung. | D-3-76-153-50 | weitere Bilder |

### Stein
| Lage                        | Objekt                                | Beschreibung | Akten-Nr.      | Bild           |
| --------------------------- | ------------------------------------- | --- | -------------- | -------------- |
| Stein 55 (Standort)         | Katholische Filialkirche St. Matthäus | Saalbau mit Apsis über hoher Substruktion, Schindeldach und Dachreiter mit Zwiebelhaube, 18. Jahrhundert; mit Ausstattung; Kriegerdenkmal, in Mauer eingelassene Inschriftentafeln, Stein, Mitte 20. Jahrhundert; vor der Kirche; Bildstock, Granitstele mit vierseitigem Bildnischenaufsatz und bekrönendem Eisenkruzifix, erste Hälfte 19. Jahrhundert; nordwestlich der Kirche. | D-3-76-153-54  | weitere Bilder |
| Stein 101, 104 (Standort)   | Ehemaliges Schloss                    | Zweigeschossiger und verputzter Satteldachbau, im Kern 16. Jahrhundert; ehemaliges Torhaus, zweigeschossiger und verputzter Satteldachbau; Hofmauer, teils verputztes Bruchsteinmauerwerk mit rundbogigem Durchfahrtstor; 16./17. Jahrhundert; Ringmauer der ehemaligen Burganlage, in Teilen erhalten, Bruchsteinmauerwerk, 16. Jahrhundert.                                      | D-3-76-153-55  | weitere Bilder |
| Weiherner Straße (Standort) | Heiligenhäuschen                      | Gemauerter Pfeiler mit Aufsatz und Rundnische, 18. Jahrhundert, am Ortsausgang. | D-3-76-153-100 | BW             |

### Weihern
| Lage                              | Objekt                                | Beschreibung | Akten-Nr.     | Bild                       |
| --------------------------------- | ------------------------------------- | --- | ------------- | -------------------------- |
| Weihern 35 (Standort)             | Gasthof Zum Goldenen Stern            | Stattlicher, zweigeschossiger Satteldachbau mit einseitigem Walm, Flachbogenfenstern und Putzbänderung, um 1870. | D-3-76-153-56 | Gasthof Zum Goldenen Stern |
| Weihern 54; Weihern 55 (Standort) | Katholische Pfarrkirche St. Margareta | Satteldachbau mit flachgedecktem Langhaus und eingezogenem Polygonchor, historisierende Fassadengestaltung mit Lisenengliederung, Neubau von 1866, Nordturm mit Pyramidendach und Gurtgesims, 1930; mit Ausstattung; Kriegerdenkmal für die Gefallenen des Ersten und Zweiten Weltkrieges, Stele mit Kreuzbekrönung, beidseitig flankiert von Inschriftentafeln, auf Sockel, Granit, bezeichnet mit 1957; südwestlich der Kirche. | D-3-76-153-57 | weitere Bilder             |

## Ehemalige Baudenkmäler
In diesem Abschnitt sind Objekte aufgeführt, die früher einmal in der Denkmalliste eingetragen waren, jetzt aber nicht mehr. Objekte, die in anderem Zusammenhang also z. B. als Teil eines Baudenkmals weiter eingetragen sind, sollen hier nicht aufgeführt werden. Aktennummern in diesem Abschnitt sind ehemalige, jetzt nicht mehr gültige Aktennummern.

| Lage                                  | Objekt                              | Beschreibung                                                                                         | Akten-Nr.     | Bild |
| ------------------------------------- | ----------------------------------- | --- | ------------- | ---- |
| Pfreimd Landgrafenstraße 5 (Standort) | Walmdachhaus                        | Bezeichnet mit 1658, später verändert.                                                               | D-3-76-153-19 | BW   |
| Rappenberg Rappenberg 1 (Standort)    | Zugehöriger hölzerner Schweinekoben | In Blockbauweise, Ende 19. Jahrhundert.                                                              | D-3-76-153-51 | BW   |
| Rappenberg Rappenberg 6 ()            | Bauernhof                           | Wohnhaus im Kern 17. Jahrhundert, verputzter Fachwerkgiebel, um 1900 umgebaut; Nebengebäude ab 1900. | D-3-76-153-52 |      |
| Rappenberg Rappenberg 9 (Standort)    | Dreiseithof                         | Hohes Wohnhaus mit Satteldach, 17. Jahrhundert.                                                      | D-3-76-153-53 | BW   |

## Abgegangene Baudenkmäler
In diesem Abschnitt sind Objekte aufgeführt, die früher einmal in der Denkmalliste eingetragen waren, jetzt aber nicht mehr existieren, z. B. weil sie abgebrochen wurden. Aktennummern in diesem Abschnitt sind ehemalige, jetzt nicht mehr gültige Aktennummern.

| Lage                                                                                          | Objekt                  | Beschreibung | Akten-Nr.     | Bild |
| --------------------------------------------------------------------------------------------- | ----------------------- | --- | ------------- | --- |
| Pfreimd Brauhausgasse 20 (an der Ecke Brauhausgasse / Bürgermeister-Reichl-Straße) (Standort) | Sogenannter Mulzstadel  | Walmdachbau, im Kern 17./18. Jahrhundert                                                                                        | D-3-76-153-3  | [[Vorlage:Bilderwunsch/code!/C:49.49287,12.180639!/D:Brauhausgasse 20 (an der Ecke Brauhausgasse / Bürgermeister-Reichl-Straße), Sogenannter Mulzstadel!/\|BW]] |
| Pfreimd Freyung 16 (Standort)                                                                 | Ackerbürgerhaus         | Wohnstallhaus mit einseitig abgewalmtem Satteldach, im Kern 17. Jahrhundert, Umbau um 1830, Aufstockung des Stallteils um 1900. | D-3-76-153-60 | Ackerbürgerhaus |
| Pfreimd Rosengasse 24 (Standort)                                                              | Sogenanntes Gräfin-Haus | Erdgeschossiger Halbwalmdachbau, Anfang 17. Jahrhundert.                                                                        | D-3-76-153-31 | BW |